# Ordinanza di Villers-Cotterêts

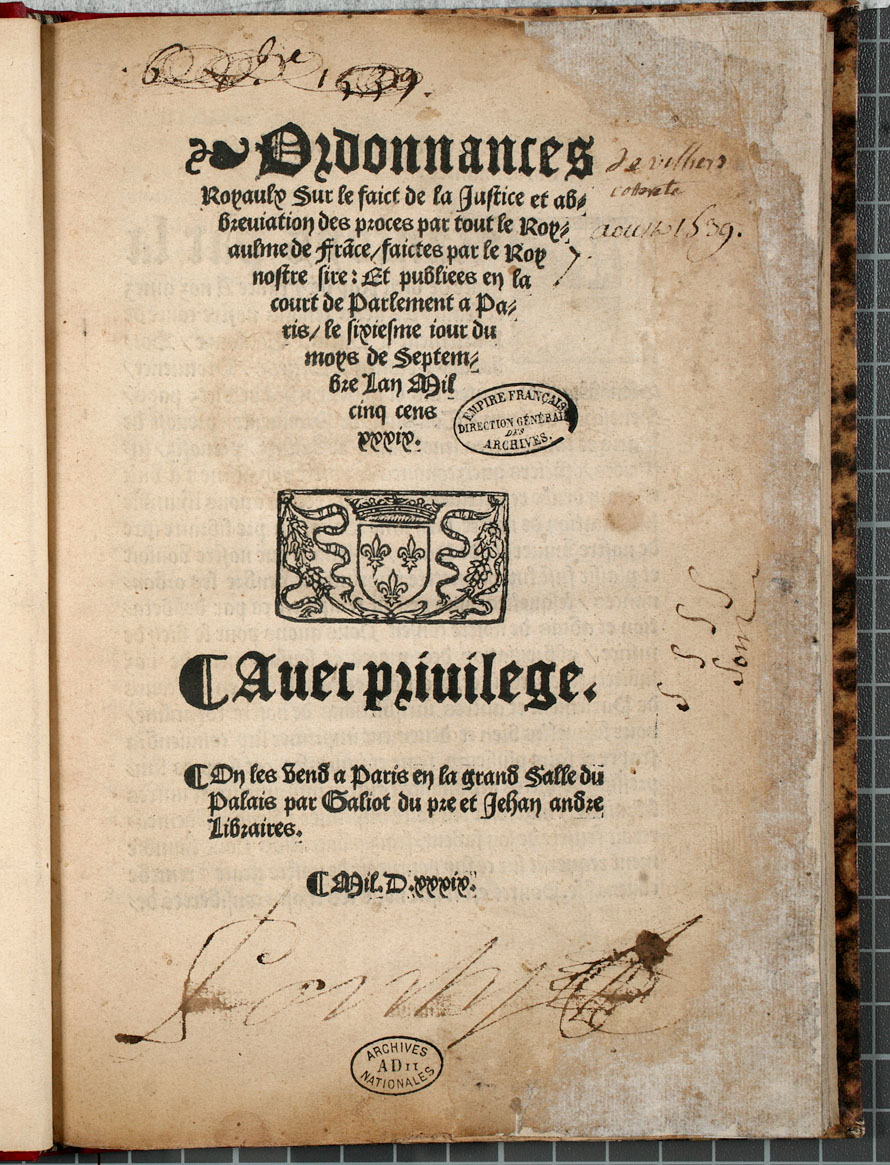
Ordinanza di Villers-Cotterêts

L'ordinanza (o, impropriamente, l'editto) di Villers-Cotterêts è un documento promulgato tra il 10 ed il 15 agosto 1539 nella località omonima dal re di Francia Francesco I.
Suddivisa in 192 articoli, l'ordinanza introdusse una riforma della giurisdizione ecclesiastica, ridusse alcune prerogative delle città e rese obbligatoria la tenuta dei registri di battesimo. È soprattutto nota però per essere l'atto con il quale venne stabilito il primato e l'esclusività della lingua francese nei documenti pubblici. Diventando la lingua ufficiale del diritto e dell'amministrazione, il francese scardinò così la supremazia del latino e declassò ad un rango inferiore tutte le altre lingue del Paese.
Quest'ordinanza, intitolata per l'esattezza «Ordonnance générale sur le fait de la justice, police et finances», venne redatta dal cancelliere Guillaume Poyet, avvocato e membro del Consiglio Privato del re: per questa ragione fu per lungo tempo chiamata Guillemine, in onore del suo estensore. All'infuori dell'Archivio di Stato francese vi sono soltanto due esemplari originali su pergamena: uno presso gli archivi di Aix-en-Provence e l'altro presso gli archivi dipartimentali dell'Isère.

## Storia

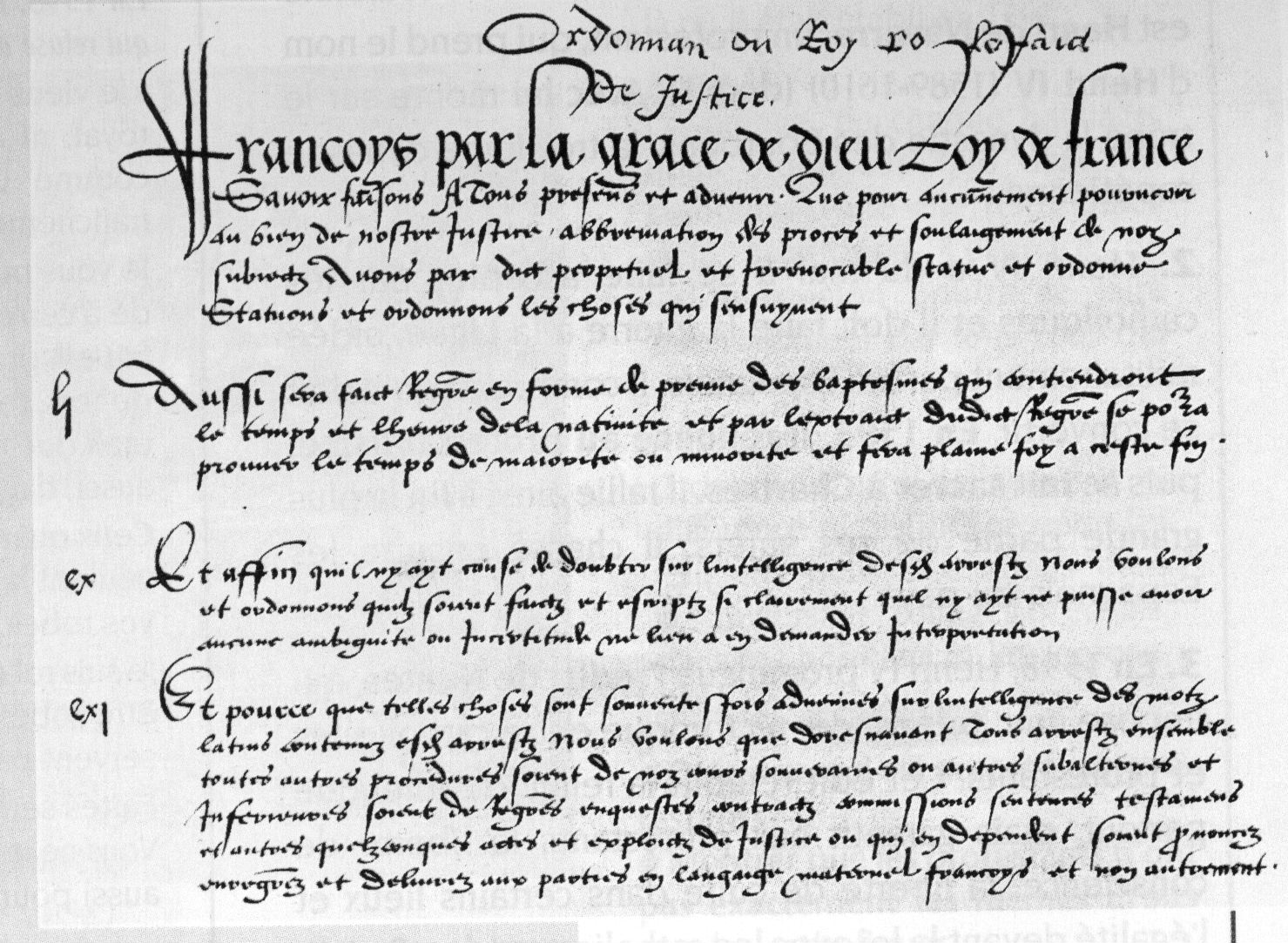
Le prime righe dell'ordinanza di Villers-Cotterêts

Fin dal XIII secolo, i notai reali scrivevano in francese, e fu tra il secolo XIV e XVI che il francese si impose gradualmente come lingua amministrativa degli atti reali, a scapito in primo luogo del latino - la lingua colta di allora -, ma anche delle altre lingue "volgari". L'ordinanza di Villers-Cotterêts non fece che suggellare una tendenza di centralizzazione linguistica già in atto da più secoli. Non bisogna dimenticare che a quell'epoca (e fino agli inizi del XX secolo) il francese non era la lingua del popolo, che parlava i vari dialetti della lingua d'oïl o della lingua d'oc detti spregiativamente "patois", ma essenzialmente quella della Corte, dell'élite (nobiltà e clero), dei commercianti e di una parte dei letterati.
L'ordinanza non fu altro che l'epilogo di una serie di decisioni reali che sostituirono progressivamente il latino con le lingue materne negli atti del diritto. Già l'ordinanza di Montils-lès-Tours, promulgata nel 1454 da Carlo VII, aveva ordinato di redigere per iscritto le consuetudini che avevano forza di legge, stesure che furono effettuate nelle lingue volgari - lingua d'oïl al nord e occitano al sud. Inoltre, Il re mandò emissari regi a controllare la procedura di redazione.
Altri editti reali preconizzarono le lingue volgari, senza rendere obbligatorio il francese:
- l'ordinanza di Moulins (1490), di Carlo VIII instaurò l'uso delle lingue volgari al posto del latino nel corso degli interrogatori e dei processi verbali;
- un'altra ordinanza del 1510, promulgata da Luigi XII, impose la lingua del popolo per tutti gli atti di giustizia al posto del latino. Fu così che il diritto dovette essere scritto nella moltitudine di lingue presenti in Francia a quell'epoca;
- l'ordinanza di Is-sur-Tille (1531), di Francesco I, estese l'ordinanza di Luigi XII alla Linguadoca.

## Contenuto dell'ordinanza
(l'ortografia francese cinquecentesca è fedelmente riprodotta)

### Istituzione dei registri parrocchiali
art. 51. Aussi sera faict registre en forme de preuve des baptesmes, qui contiendront le temps de l'heure de la nativite, et par l'extraict dud. registre se pourra prouver le temps de majorité ou minorité et fera plaine foy a ceste fin.
(Così sarà tenuto un registro per la prova dei battesimi, che conterrà la data e l'ora di nascita, ed il cui estratto servirà a provare la maggiore o minore età e farà piena fede a questo scopo.)

### Utilizzo della lingua francese negli atti ufficiali
art. 110. Que les arretz soient clers et entendibles
Et afin qu'il n'y ayt cause de doubter sur l'intelligence desdictz arretz. Nous voulons et ordonnons qu'ilz soient faictz et escriptz si clerement qu'il n'y ayt ne puisse avoir aulcune ambiguite ou incertitude, ne lieu a en demander interpretacion.
(Che le sentenze siano chiare e comprensibili, e affinché non vi sia ragione di dubitare del senso di queste sentenze, noi vogliamo ed ordiniamo che siano fatte e scritte così chiaramente che non vi ci possa essere alcuna ambiguità o incertezza, né motivo di richiederne una spiegazione.)
art. 111.De prononcer et expedier tous actes en langaige françoys 
Et pour ce que telles choses sont souventesfoys advenues sur l'intelligence des motz latins contenuz es dictz arretz. Nous voulons que doresenavant tous arretz ensemble toutes aultres procedeures, soient de nous cours souveraines ou aultres subalternes et inférieures, soient de registres, enquestes, contractz, commissions, sentences, testamens et aultres quelzconques actes et exploictz de justice ou qui en dependent, soient prononcez, enregistrez et delivrez aux parties en langage maternel francoys et non aultrement. 
(Di dire e fare tutti gli atti in lingua francese, e poiché queste cose sono accadute molto spesso, con riguardo alla (cattiva) interpretazione delle parole latine utilizzate nelle sentenze. Noi vogliamo che d'ora in avanti tutte le sentenze e le altre procedure, che siano delle nostre corti sovrane o di altre, subalterne e inferiori, o che siano sui registri, inchieste, contratti, commissioni, sentenze, testamenti e tutti gli altri atti e notifiche di giustizia o di diritto, che tutti questi atti siano detti, scritti e consegnati alle parti in lingua materna francese, e non altrimenti.)

### Altre disposizioni giuridiche
L'ordinanza di Villers-Cotterêts contiene anche una disposizione che potrebbe essere vista come la prima apparizione del concetto di legittima difesa nel diritto francese. Viene difatti precisato che colui che ha agito per difendersi è assolto per grazia regia:
Art. 168. Nous défendons à tous gardes des sceaux de nos chancelleries et cours souveraines, de ne bailler aucunes grâces ou rémissions, fors celles de justice; c'est à sçavoir aux homicidaires, qui auraient esté contraints faire des homicides pour le salut et défense de leurs personnes, et autres cas où il est dit par la loi, que les délinquans se peuvent ou doivent retirer par devers le souverain prince pour en avoir grâce
Noi vietiamo a tutti i guardasigilli delle nostre cancellerie e corti sovrane di concedere alcuna grazia o remissione al di fuori di quelle di giustizia; ossia agli omicidi, che sono stati costretti a commettere degli omicidi per la salvezza e la difesa della loro propria persona, e negli altri casi in cui la legge prevede che i delinquenti si possono o devono rivolgere al principe sovrano per ottenerne la grazia.